# Behren-lès-Forbach
Behren-lès-Forbach är en kommun i departementet Moselle i regionen Grand Est (tidigare regionen Lorraine) i nordöstra Frankrike. Kommunen ligger i kantonen Behren-lès-Forbach som tillhör arrondissementet Forbach. År 2022 hade Behren-lès-Forbach 6 299 invånare.

## Befolkningsutveckling
Antalet invånare i kommunen Behren-lès-Forbach
| Referens: INSEE |